# Молинос (департамент)
Департамент Молинос  (исп. Departamento de Molinos) — департамент в Аргентине в составе провинции Сальта .
Территория — 3600 км². Население — 5,6 тыс.человек. Плотность населения — 1,5 чел./км².
Административный центр — Молинос.

## География
Департамент расположен на юго-западе провинции Сальта.
Департамент граничит:
- на севере — с департаментом Качи
- на востоке — с департаментом Сан-Карлос
- на западе — с провинцией Катамарка
- на северо-западе — с департаментом Лос-Андес

## Административное деление
Департамент включает 2 муниципалитета:
- Молинос
- Секлантас

## Важнейшие населенные пункты[3]
| № | Населённый пункт | Населённый пункт (исп.) | Категория | Население чел. (2010) | На карте                        |
| - | ---------------- | ----------------------- | --------- | --------------------- | ------------------------------- |
| 1 | Молинос          | Molinos                 | поселок   | 1183                  | 25°26′21″ ю. ш. 66°17′36″ з. д. |
| 2 | Секлантас        | Seclantás               | поселок   | 560                   | 25°19′49″ ю. ш. 66°14′36″ з. д. |
| 3 | Ла-Пуэрта        | La Puerta               | поселок   | 386                   | 25°16′48″ ю. ш. 66°26′54″ з. д. |
| 4 | Вилья-Эль-Монте  | Villa El Monte          | поселок   | н/д                   | 25°19′40″ ю. ш. 66°15′14″ з. д. |